# Karen Kraft
Karen Kraft (ur. 3 maja 1969) – amerykańska wioślarka. Dwukrotna medalistka olimpijska.
Brała udział w dwóch igrzyskach olimpijskich (IO 96, IO 00), na obu zdobywała medale w dwójce bez sternika. W 1996 zdobyła srebro, w 2000 brąz. Na mistrzostwach świata w 1995 w tej konkurencji sięgnęła po srebro. Podczas wszystkich tych startów płynęła wspólnie z Missy Schwen-Ryan.